# Čížkov (Pelhřimovi járás)
Čížkov település Csehországban, a Pelhřimovi járásban. Čížkov Litohošť, Leskovice, Nová Cerekev, Útěchovičky és Pelhřimov településekkel határos. Lakosainak száma 148 fő (2024. január 1.).

## Népesség
A település lakosságának változását az alábbi diagram mutatja:
| Lakosok száma | 316  | 311  | 244  | 201  | 148  | 125  | 140  | 128  | 132  | 148  |
|               | 1869 | 1890 | 1921 | 1950 | 1980 | 2001 | 2017 | 2019 | 2022 | 2024 |